# حلوایی (مشهد)
حلوایی (مشهد)، روستایی از توابع بخش مرکزی شهرستان مشهد در استان خراسان رضوی ایران است. این روستا که از شرق به بلوار شهید آوینی از غرب به خیابان مهدی آباد امتداد دارد داری اهمیت ویژهست زیرا داری آثار فروان تاریخی و فرهنگی بسیاری است که به مهم ترین جذابه آن میتوان به آرامستان حلوایی اشاره که در نوع خود یکی از بزرگترین آرامستان های روستایی در خراسان رضوی است سید محمد هادی علوی پزشک محقق نویسنده و پژوهشگر مطرح قلب و عروق خراسان نیز یکی از ساکنین این روستا است

## جمعیت
این روستا در دهستان کنویست قرار دارد و براساس سرشماری مرکز آمار ایران در سال ۱۳۸۵، جمعیت آن ۴۹ نفر (۱۳خانوار) بوده‌است.